# Râul Viezurata
Râul Viezurata este unul din cele două brațe care formează râul Sohodol. Cursul pârâului Viezurata merge paralel cu axul principal al localității Vâlcele, primind pe parcurs afluentul Valea Caselor. În continuare, după confluența cu Râul Padul, își schimbă cursul spre vest, trece la limita sudică a localității Vâlcele și curge apoi paralel cu DJ672, până la confluența cu celălalt braț, Pârgavu, formând râul Sohodol.

## Hărți
- Harta munții Vâlcan  Arhivat în 15 iunie 2011, la Wayback Machine.